# Гадсон (Нью-Йорк)
Гадсон (англ. Hudson) — місто (англ. city) в США, в окрузі Колумбія штату Нью-Йорк. Населення — 5894 особи (2020).

## Географія
Гадсон розташований за координатами 42°15′7″ пн. ш. 73°47′10″ зх. д. / 42.25194° пн. ш. 73.78611° зх. д. (42.251905, -73.786028).  За даними Бюро перепису населення США в 2010 році місто мало площу 6,03 км², з яких 5,59 км² — суходіл та 0,45 км² — водойми.

## Демографія
Згідно з переписом 2010 року, у місті мешкало 6713 осіб у 2766 домогосподарствах у складі 1368 родин. Густота населення становила 1113 осіб/км².  Було 3315 помешкань (549/км²).
Расовий склад населення:
| - 59,0 % — білих - 25,0 % — чорних або афроамериканців - 7,1 % — азіатів - 0,4 % — корінних американців - 0,1 % — вихідців з тихоокеанських островів - 3,1 % — осіб інших рас |

До двох чи більше рас належало 5,2 %. Частка іспаномовних становила 8,2 % від усіх жителів.
За віковим діапазоном населення розподілялося таким чином: 22,5 % — особи молодші 18 років, 64,0 % — особи у віці 18—64 років, 13,5 % — особи у віці 65 років та старші. Медіана віку мешканця становила 37,5 року. На 100 осіб жіночої статі у місті припадало 106,7 чоловіків;  на 100 жінок у віці від 18 років та старших — 106,6 чоловіків також старших 18 років.
Середній дохід на одне домашнє господарство  становив 52 356 доларів США (медіана — 35 439), а середній дохід на одну сім'ю — 64 078 доларів (медіана — 44 375). Медіана доходів становила 38 691 долар для чоловіків та 35 753 долари для жінок. За межею бідності перебувало 19,2 % осіб, у тому числі 18,8 % дітей у віці до 18 років та 22,4 % осіб у віці 65 років та старших.
Цивільне працевлаштоване населення становило 3037 осіб. Основні галузі зайнятості: освіта, охорона здоров'я та соціальна допомога — 31,9 %, мистецтво, розваги та відпочинок — 14,9 %, публічна адміністрація — 10,7 %, роздрібна торгівля — 9,9 %.